# Pteropus

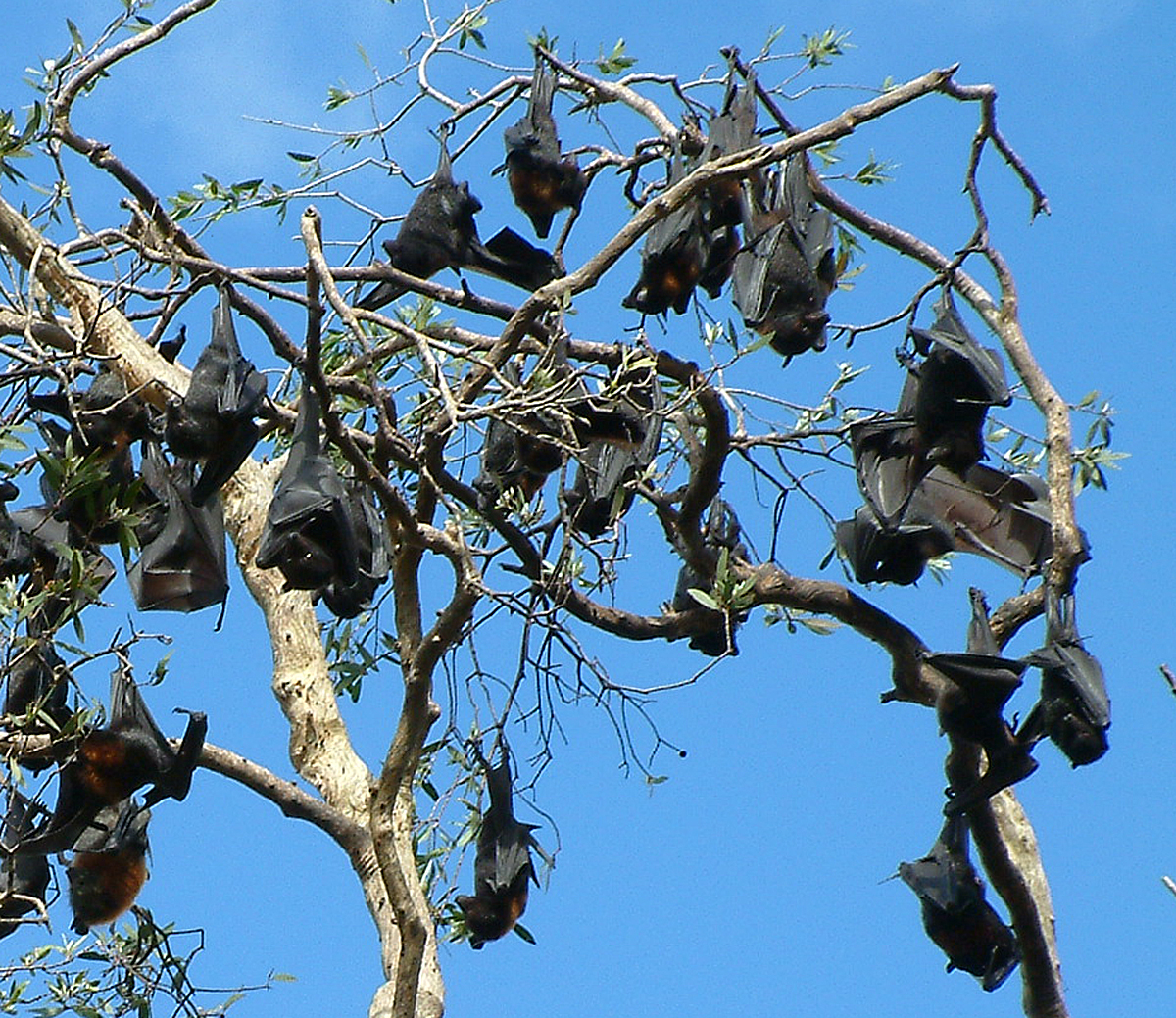
fekete repülőkutya Pteropus alecto kolónia

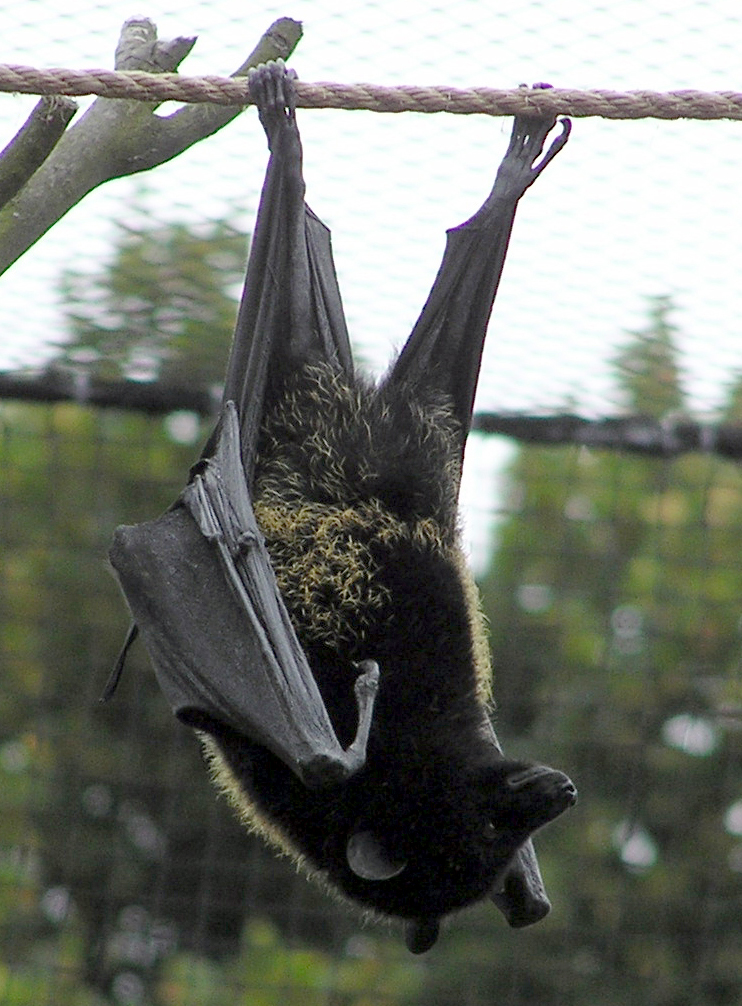
Livingstone-repülőkutya Pteropus livingstonii pihenő egyede a bristoli állatkertben

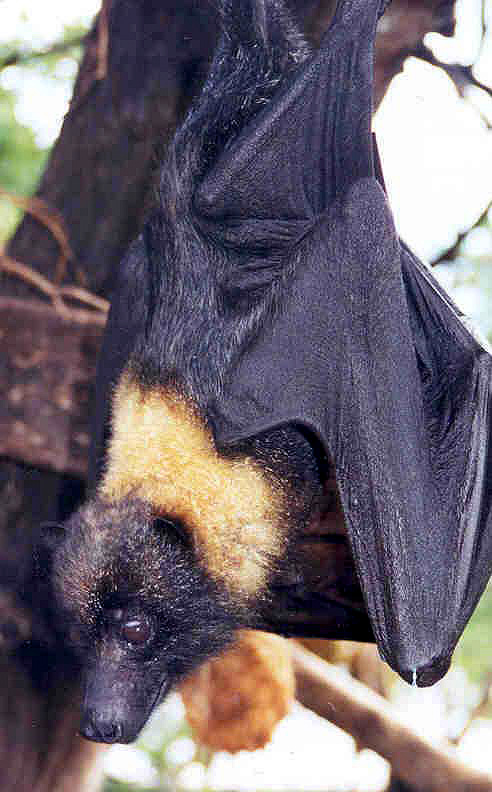
Mariana-szigeteki repülőkutya Pteropus mariannus

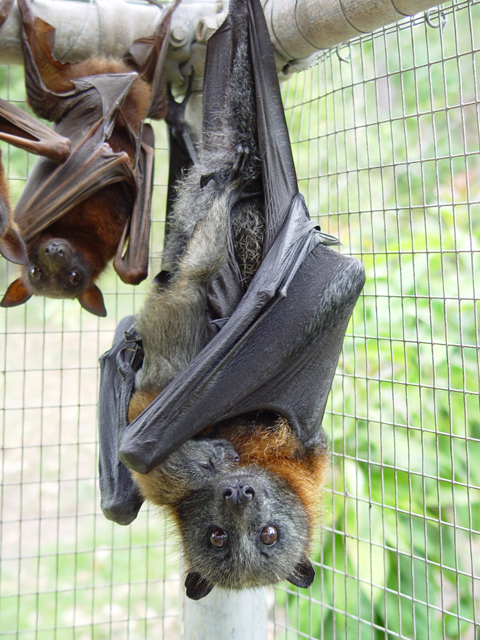
szürkefejű repülőkutya Pteropus poliocephalus Currumbin közelében, Queensland állam, Ausztrália

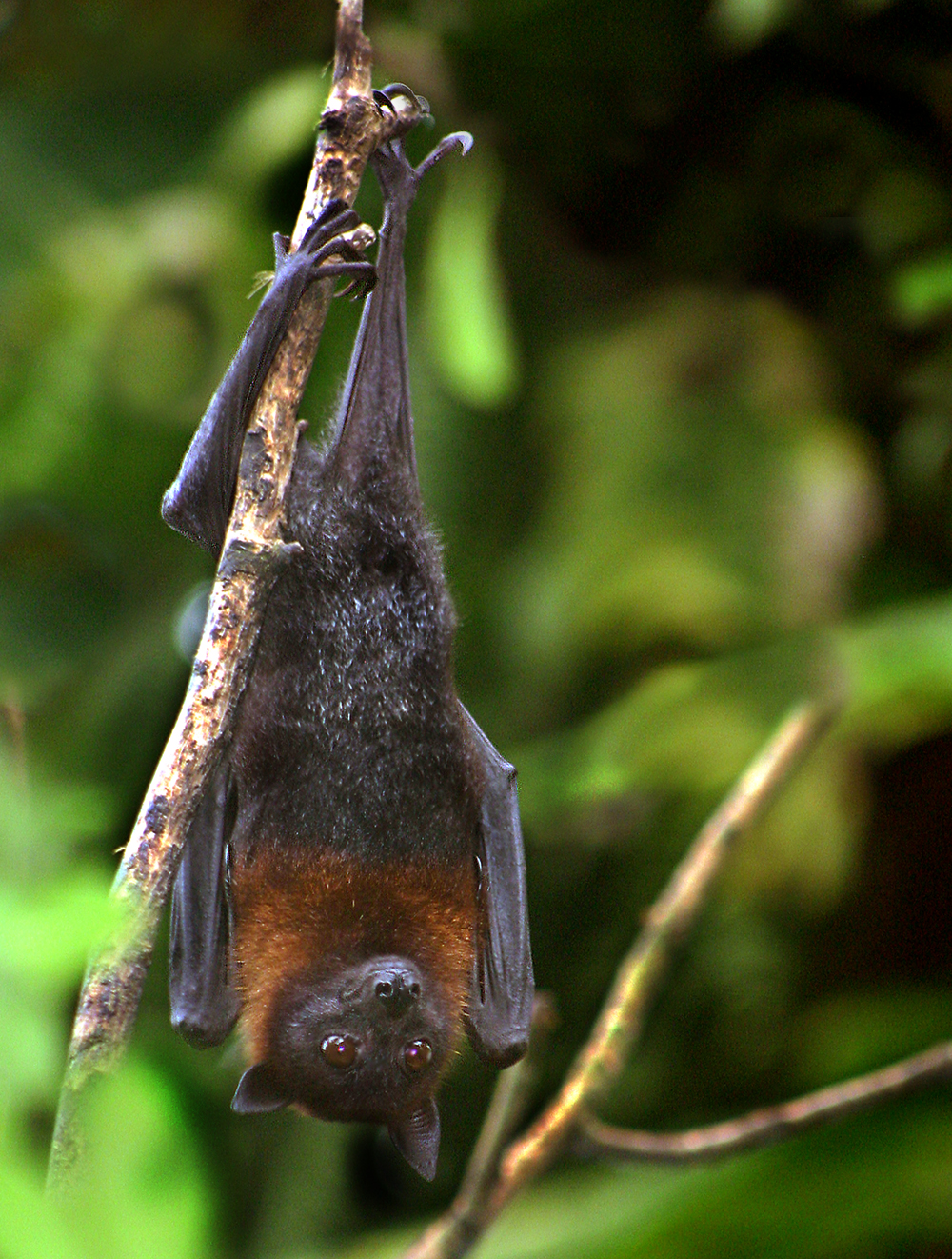
Lyle-repülőkutya (Pteropus lylei)

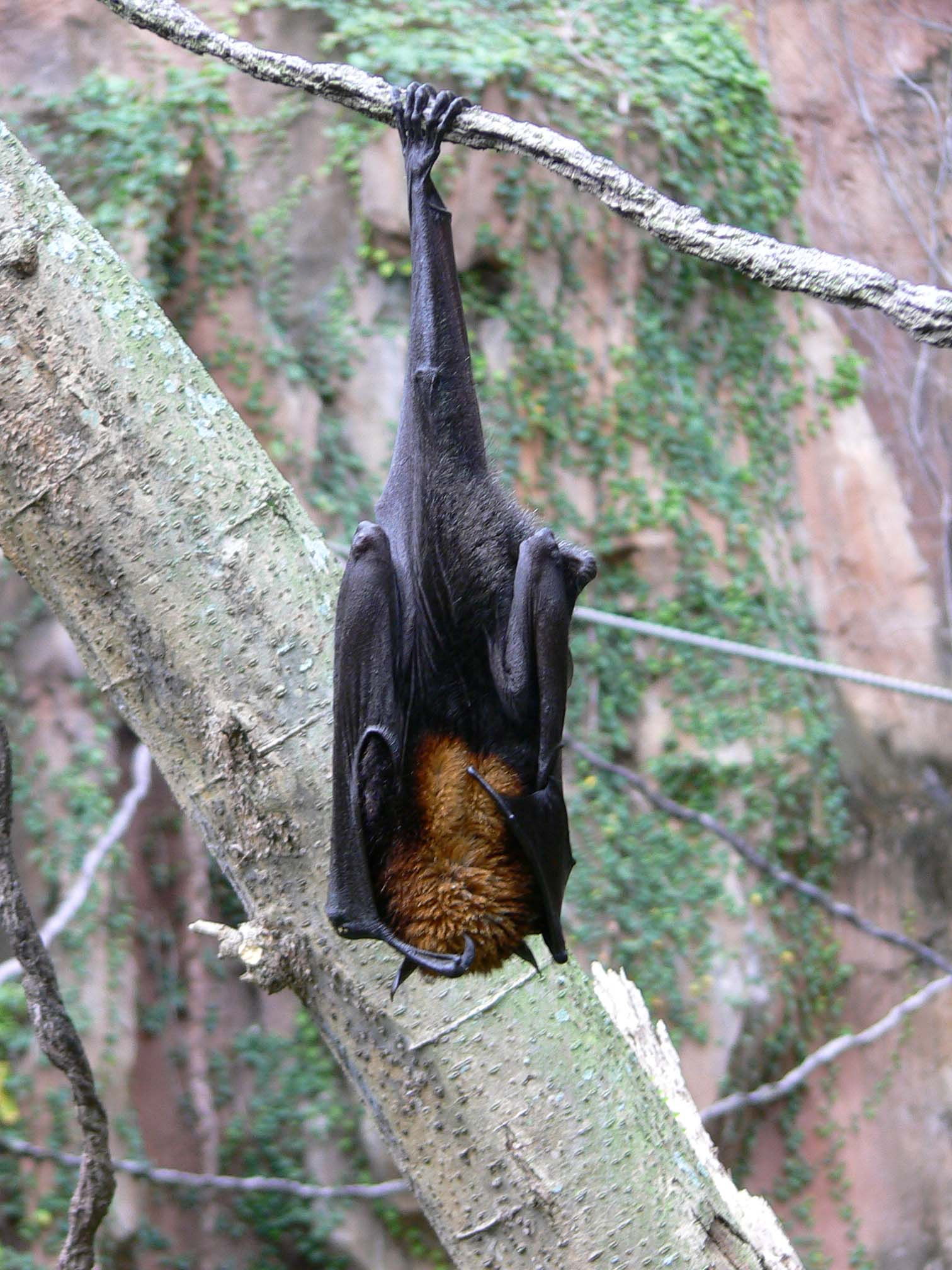
óriás repülőkutya Pteropus vampyrus

A Pteropus az emlősök (Mammalia) osztályának a denevérek (Chiroptera) rendjébe, ezen belül a nagydenevérek (Megachiroptera) alrendjébe és a repülőkutyafélék (Pteropodidae) családjába, azon belül pedig a repülőkutya-formák (Pteropodinae) alcsaládhoz és a valódi repülőkutyák (Pteropodini) nemzetségéhez tartozó nem.
A repülőkutyafélék típusneme és 66 fajával a legnagyobb nem a családban.

## Elterjedésük
A Pteropus nem fajai Ázsia szubtrópusi és trópusi részén élnek Indiától keletre egészen Indonéziáig, továbbá Ausztrália északi részén, a Csendes-óceán nyugati és délnyugati részén levő szigeteken, továbbá Afrika keleti part menti szigetein (magán az afrikai kontinensen azonban nem fordulnak elő).

## Megjelenésük
A repülőkutyafélék családjából a Pteropus nemen belül találhatóak a legnagyobb fajok. A Pteropus vampyrus fajcsoport tagja a legnagyobbak. Közülük a legnagyobb faj az óriás repülőkutya vagy kalong (Pteropus vampyrus), melynek szárnyfesztávolsága elérheti a 183 centimétert is, súlya pedig az 1,5 kilogrammot. Nem sokkal kisebb faj az indiai repülőkutya (Pteropus giganteus) sem, hiszen ennek szárnyfesztávolsága is megvan másfél méter.
Szárnymembránjuk hosszú és széles. A nembe sorolt fajok közül egyiknek sincs farka.
Nevüket a kutyákra vagy rókákra emlékeztető pofájuk alapján kapták.

## Rendszerezésük
- Pteropus alceto fajcsoport – 1 faj
  - fekete repülőkutya (Pteropus alecto)
    - Torres-szorosi repülőkutya, korábban  (Pteropus banakrisi) néven különálló fajnak vélték, mára kiderült, hogy csupán a fekete repülőkutya fiatal egyedeit vélték különálló fajnak.

- Pteropus caniceps fajcsoport – 1 faj
  - Molukku-szigeteki repülőkutya (Pteropus caniceps)

- Pteropus chrysoproctus fajcsoport – 7 faj
  - ezüstös repülőkutya (Pteropus argentatus)
  - amboinai repülőkutya (Pteropus chrysoproctus)
  - Makira repülőkutya (Pteropus cognatus)
  - Banks-repülőkutya (Pteropus fundatus)
  - Salamon-szigeteki repülőkutya (Pteropus rayneri)
  - Rennell-szigeti repülőkutya (Pteropus rennelli)
  - Santa Cruz szigeti repülőkutya (Pteropus sanctacrucis)

- Pteropus conspicillatus fajcsoport – 2 faj
  - pápaszemes repülőkutya (Pteropus conspicillatus)
  - cerami repülőkutya (Pteropus ocularis)

- Pteropus livingstonii fajcsoport – 4 faj
  - Aru-szigeteki repülőkutya (Pteropus aruensis)
  - Kai-szigeteki repülőkutya (Pteropus keyensis)
  - Livingstone-repülőkutya (Pteropus livingstonii)
  - feketeszakállú repülőkutya (Pteropus melanopogon)

- Pteropus mariannus fajcsoport – 5 faj
  - okinawai repülőkutya (Pteropus loochoensis)
  - Mariana-szigeteki repülőkutya (Pteropus mariannus)
  - palaui repülőkutya (Pteropus pelewensis)
  - Kosrae-szigeti repülőkutya (Pteropus ualanus)
  - Yap szigeti repülőkutya (Pteropus yapensis)

- Pteropus melanotus fajcsoport – 1 faj
  - feketefülű repülőkutya (Pteropus melanotus)

- Pteropus molossinus fajcsoport – 3 faj
  - lomboki repülőkutya (Pteropus lombocensis)
  - Karolina-szigeteki repülőkutya (Pteropus molossinus)
  - Rodriguez-szigeti repülőkutya (Pteropus rodricensis)

- Pteropus neohibernicus fajcsoport – 1 faj
  - Bismarck-szigeteki repülőkutya (Pteropus neohibernicus)

- Pteropus niger fajcsoport – 5 faj
  - aldabrai repülőkutya (Pteropus aldabrensis)
  - mauritiusi repülőkutya (Pteropus niger)
  - madagaszkári repülőkutya (Pteropus rufus)
  - Seychelle-szigeteki repülőkutya (Pteropus seychellensis)
  - pembai repülőkutya (Pteropus voeltzkowi)

- Pteropos personatus fajcsoport – 3 faj
  - Bismarck-szigeteki álarcos repülőkutya (Pteropus capistratus)
  - álarcos repülőkutya (Pteropus personatus)
  - Temminck-repülőkutya (Pteropus temmincki)

- Pteropus poliocephalus fajcsoport – 3 faj
  - nagyfülű repülőkutya (Pteropus macrotis)
  - Geelvink-öböl vidéki repülőkutya (Pteropus pohlei)
  - szürkefejű repülőkutya (Pteropus poliocephalus)

- Pteropus  pselaphon fajcsoport – 9 faj
  - Chuuk repülőkutya (Pteropus insularis)
  - Temotu repülőkutya (Pteropus nitendiensis)
  - nagy palaui repülőkutya (Pteropus pilosus) – kihalt (1874)
  - Mortlock-szigeti repülőkutya (Pteropus phaeocephalus)
  - bonin-szigeteki repülőkutya (Pteropus pselaphon)
  - guami repülőkutya (Pteropus tokudae) – kihalt (1968)
  - tongai repülőkutya (Pteropus tonganus)
  - Vanikoro szigeti repülőkutya (Pteropus tuberculatus)
  - új-kaledón repülőkutya (Pteropus vetulus)

- Pteropus samoensis fajcsoport – 2 faj
  - vanuatui repülőkutya vagy fehér repülőkutya (Pteropus anetianus)
  - szamoai repülőkutya (Pteropus samoensis)

- Pteropus scapulatus fajcsoport – 4 faj
  - Gilliard-repülőkutya (Pteropus gilliardorum)
  - Sanborn-repülőkutya (Pteropus mahaganus)
  - kis vörös repülőkutya (Pteropus scapulatus)
  - Woodford repülőkutya (Pteropus woodfordi)

- Pteropus subniger fajcsoport – 12 faj
  - admiralitás-szigeteki repülőkutya (Pteropus admiralitatum)
  - barnás repülőkutya (Pteropus brunneus)– kihalt a 19. században
  - Rjúkjú-szigeteki repülőkutya (Pteropus dasymallus)
  - Nikobár-szigeteki repülőkutya (Pteropus faunulus)
  - szürke repülőkutya (Pteropus griseus)
  - Pteropus howensis
  - változékony repülőkutya (Pteropus hypomelanus)
  - Mearns-repülőkutya (Pteropus mearnsi)
  - pompás repülőkutya (Pteropus ornatus)
  - aranymellényes repülőkutya (Pteropus pumilus)
  - Fülöp-szigeteki szürke repülőkutya (Pteropus speciosus)
  - réunioni repülőkutya (Pteropus subniger) – kihalt a 19. században

- Pteropus  vampyrus fajcsoport – 4 faj
  - indiai repülőkutya (Pteropus giganteus)
  - burmai repülőkutya (Pteropus intermedius)
  - Lyle-repülőkutya (Pteropus lylei)
  - óriás repülőkutya vagy kalong (Pteropus vampyrus)

- incertae sedis – 2 faj
  - szamoai törpe repülőkutya (Pteropus allenorum) – kihalt a 19. században
  - szamoai óriás repülőkutya (Pteropus coxi) – kihalt a 19. században

Korábban ide sorolt, de ma különálló nembe tartozó fajok:
- - fehérszárnyú repülőkutya (Pteropus leucopterus), ma Desmalopex leucopterus néven a Desmalopex nembe sorolják.
  - törpe fehérszárnyú repülőkutya (Pteropus microleucopterus), ma Desmalopex microleucopterus néven a Desmalopex nembe sorolják.

## Fordítás
- Ez a szócikk részben vagy egészben  a   Pteropus című angol Wikipédia-szócikk fordításán alapul.  Az eredeti cikk szerkesztőit annak laptörténete sorolja fel. Ez a jelzés csupán a megfogalmazás eredetét és a szerzői jogokat jelzi, nem szolgál a cikkben szereplő információk forrásmegjelöléseként.